# 헝가리 공산주의청년동맹
헝가리 공산주의청년동맹(헝가리어: Magyar Kommunista Ifjúsági Szövetség, KISZ)은 1957년부터 1989년까지 존속한 사회주의지향 청년동맹 조직으로 헝가리 사회노동당의 통제를 받았다. 이 조직은 청소년과 청년을 헝가리 인민공화국 사회에 통합시키는 것이 목적이었기 때문에 대학 입시를 치르기 위해서는 이 조직에 가입하는것이 필수였으며, 가입을 거부할 시에는 불이익이 따랐다. 1989년 이 조직은 민주청년동맹으로 개칭하고 종속관계를 끝냈으나, 신정부 당국에 의해 해산되고 말았다.